# Cures
Cures  é uma comuna francesa na região administrativa do Pays de la Loire, no departamento de Sarthe. Estende-se por uma área de 11,50 km². Em 2010 a comuna tinha 494 habitantes (densidade: 43 hab./km²).